# 俞琬綸
俞琬綸（？—？）），字君宣，號艷明，明南直隶苏州府長洲縣（今江蘇省蘇州市）人。

## 生平
丙戌十月二十七日（官年）生。萬曆三十七年己酉科舉人，四十一年（1613年）中癸丑科三甲七十五名進士，都察院觀政，授任浙江西安县知县。史稱：“風流文采，掩映一時，臨池最勝”。《尺牍新钞》曾引俞琬纶《答友人书》：“凡不得意文，皆思路不开时所作。”撰有《琬綸詩餘》、《自娛集》等書。

## 家族
曾祖俞辂。祖父俞里，誥贈知府。父俞道生，甲戌進士、廣東參議。